# Ostrow Ancyfierowa
Ostrow Ancyfierowa (ros. Остров Анциферова) – niezamieszkana wyspa wulkaniczna w azjatyckiej części Rosji, na Morzu Ochockim, w północnej części archipelagu Kuryli.
Wyspa ma powierzchnię 9,5 km². Położona jest około 15 km na zachód od wyspy Paramuszyr. Zasadniczą część wyspy zajmuje stratowulkan Szyrinki, wznoszący się na wysokość 761 m n.p.m.
Wyspa nosi imię rosyjskiego odkrywcy Daniły Ancyfierowa.